# おませなツインキー
『おませなツインキー』（原題：Twinky、またはLola）は、1970年制作のイギリス・イタリア合作映画。
16歳になる美少女、ツインキーは30代の官能小説まがいの小説を書いている男と同棲するという内容のラブ・コメディ。美少女に振り回される男はチャールズ・ブロンソンが演じた。

## スタッフ
- 製作総指揮：ジン・ヘイマン
- 監督：リチャード・ドナー
- 製作：クライヴ・シャープ
- 原案・脚本：ノーマン・セアドアス・ベーン
- 撮影：ウォルター・ラサリー
- 音楽：ジョン・スコット

## キャスト
- ローラ・”ツインキー”・ロンドンデリー：スーザン・ジョージ
- スコット・ウォードマン：チャールズ・ブロンソン（吹替：大塚周夫）
- 判事：ジャック・ホーキンス
- ローラの祖父：トレヴァー・ハワード
- ロクスバーグ判事：ロバート・モーレイ
- ローラの母：オナー・ブラックマン
- ローラの父：マイケル・クレイグ（英語版）
- ミスター・ウォードマン：ポール・フォード
- ハル：オーソン・ビーン